# 馬嶽
馬嶽（英語：Ma Ngok，香港時事評論員，現任香港中文大學政治與行政學系副教授，前任香港科技大學社會科學學部助理教授。他專門研究範疇是香港選舉、政府、政黨及議會發展、民主化、政治經濟學及東歐轉形期政治，並有於香港各大報章定期發表文章。蔡子強及馬嶽於2021年12月16日公開指出隨着舊選舉制度走入歷史，新選舉制度無論從組成、背後所反映民意的程度、運作的邏輯都有很大變化，分析框架都和以前不再一樣，預料日後會逐步淡出研究香港選舉及評論時事工作。

## 簡歷
馬嶽在1971年畢業於九龍塘界限街嘉名幼稚園，曾經就讀九龍華仁書院，後來再於香港中文大學新聞及傳播學系以一級榮譽完成學士課程，並在政治與行政學系獲得哲學碩士學位，及後往美國加州大學洛杉機分校完成其博士學位。他在香港中文大學修讀本科期間，曾參與《中大學生報》和新亞書院學生會的工作，並認識當時一起參與學生會的蔡子強。他在任教科技大學期間，很受學生歡迎，他開的課同學都踴躍報名，經常爆滿，他並一手訓練了科大中文辯論隊。回流到中文大學政治與行政學系以後，他熱心參與學生活動，並於空餘時間訓練政政系辯論隊，同學多稱他為「嶽爺」。他對足球有濃厚興趣，追捧「紅魔鬼」曼聯，曾著《教授足球》。

## 著作列表
- 《反抗的共同體 二零一九香港反送中運動》（出版社：左岸文化，2020 ISBN 978-986-98656-8-5）

- 馬嶽編，《民主十問》(香港：城市大學出版社，2016)

- "Political Development in Hong Kong: State, Political Society and Civil Society in Hong Kong " Hong Kong: Hong Kong University Press, 3 (2007)

- 《選舉制度的政治效果：港式比例代表制的經驗》(香港：城市大學出版社，2003)。（與蔡子強合著）

- "Hong Kong's Democrats Divide," Journal of Democracy 22, 1 (January 2011), pp.54-67.

- "Money, Power and Ideas: Think Tank Development and State Business Relations in Taiwan and Hong Kong," Policy and Politics 34, 3 (July 2006), pp.535-555. (with Ray Yep)

- "Civil Society in Self-Defense: The Struggle Against National Security Legislation in Hong Kong," Journal of Contemporary China 14, 44 (August 2005), pp.465-482.

- "The Impact of Electoral Rule Change on Party Campaign Strategy: Hong Kong as a Case Study," Party Politics 9, 3 (May 2003), pp.347-368. (with Choy Chi-keung)

- 《教授足球》

## 外部連結
- U-Soccer曼聯網訪問馬嶽教授
- Prof. MA, Ngok 馬 嶽

1. ↑  林劍. . 香港01. 2021-12-16  [2021-12-25]. （原始内容存档于2022-07-04） （中文（香港））. （页面存档备份，存于）
2. ↑  . 華僑日報. 1971-08-29: 11  [2022-03-28]. （原始内容存档于2022-03-28）. （页面存档备份，存于）